# Американская ассоциация переводчиков
Американская ассоциация переводчиков (англ. American Translators Association или сокращённо ATA) — крупнейшее профессиональное объединение переводчиков США (насчитывает более 10 тысяч членов в 90 странах), основанное в 1959 году.
Членом этой организации может стать любой человек, интересующийся письменным или устным переводом в профессиональных или в научных целях. Среди членов Американской ассоциации переводчиков устные и письменные переводчики, преподаватели, менеджеры проекта, разработчики интернет-сайтов и программного обеспечения, бюро переводов, больницы, университеты и государственные органы.
ATA предлагает своим членам сертификационные экзамены в некоторых языковых парах и аффилирована с Международной федерацией переводчиков (FIT). Ассоциация базируется в Александрии (штат Виргиния).
В отличие от профсоюзов Американская ассоциация переводчиков представляет интересы и «работников», и «работодателей» — то есть, и переводчиков, которые выполняют переводы, и бюро переводов, которые их приобретают. Ассоциация также не предоставляет переводчикам таких льгот, как заключение коллективных договоров или медицинская страховка.

## Профессиональный рост
Основные цели Американской ассоциации переводчиков — содействие и поддержка профессионального развития переводчиков, повышение авторитета переводческой профессии. Для достижения этих целей ассоциация предлагает множество программ и услуг, включая ряд однодневных семинаров и практических занятий в течение всего года и ежегодную конференцию ATA каждую осень — в рамках и тех, и других проводятся образовательные и обучающие мероприятия в отношении различных предметов и языков.

## Сертификация
В настоящее время ATA проводит сертификационные экзамены в следующих языковых парах:
На английский язык с арабского, венгерского, голландского, датского, немецкого, испанского, итальянского, польского, португальского, русского, французского, хорватского, японского языков.
С английского языка на венгерский, голландский, немецкий, испанский, итальянский, китайский, македонский, польский, португальский, русский, украинский, финский, французский, хорватский, японский.
По состоянию на 2004 год ассоциация требует от своих членов, чтобы они набрали определённое количество баллов «непрерывного образования» из одобренного и предлагаемого ассоциацией набора  для сохранения сертификации уже после успешной сдачи сертификационного экзамена.

## Органы управления
Деятельность Американской ассоциации переводчиков регулируется Уставом. У ассоциации имеется президент, новоизбранный президент, секретарь, казначей и совет директоров в составе девяти членов. Кроме того, хозяйственной деятельностью ассоциации заведует исполнительный директор.

### Действующие должностные лица
- Дэвид Рамзи (David C. Rumsey), президент
- Коринн Маккей (Corinne R. McKay), новоизбранный президент
- Джейн Майер (Jane E. Maier), секретарь
- Тед Возняк (Ted R. Wozniak), казначей

### Предыдущие президенты
| - 1960—1963 Александр Гоуд (en:Alexander Gode) - 1963—1965 Курт Джинголд (Kurt Gingold) - 1965—1967 Генри Фишбах (Henry Fischbach) - 1967—1969 Борис Анзловар (Boris Anzlowar) - 1969—1970 Даниэл Питер Мойнихан (Daniel Peter Moynihan) (ушёл в отставку в июне 1970 г.) - 1970—1971 Уильям Бертше (William I. Bertsche) (завершил вместо Мойнихана) - 1971—1973 Томас Уилдс (Thomas Wilds) - 1973—1975 Уильям Бертше - 1975—1977 Рой Тинсли (Roy Tinsley) - 1977—1979 Джозефина Торнтон (Josephine Thornton) - 1979—1981 Томас Бауман (Thomas R. Bauman) - 1981—1983 Бенджамин Тиге (Benjamin Teague) - 1983—1985 Вирджиния Эва Берри (Virginia Eva Berry) - 1985—1987 Патрисия Ньюмен (Patricia E. Newman) | - 1987—1989 Карл Куммер (Karl Kummer) - 1989—1991 Динна Хаммонд (Deanna L. Hammond) - 1991—1993 Лесли Уилсон (Leslie Wilson) - 1993—1995 Эдит Лоса (Edith F. Losa) - 1995—1997 Питер Кравучке (Peter W. Krawutschke) - 1997—1999 Мюриэл Джером-О’Киффе (Muriel M. Jérôme-O’Keeffe) - 1999—2001 Энн Макфарлейн (Ann G. Macfarlane) - 2001—2003 Томас Уэст III (Thomas L. West III) - 2003—2005 Скотт Бреннан (Scott Brennan) - 2005—2007 Марианна Гринфилд (Marian S. Greenfield) - 2007—2009 Иржи Стейскал (Jiri Stejskal) - 2009—2011 Николас Хартманн (Nicholas Hartmann) - 2011—2013 Дороти Расетт (Dorothee Racette) - 2013—2015 Кейтлин Уолш (Caitilin Walsh) |

## Печатные издания
- «АТА Кроникл» (The ATA Chronicle)

«АТА Кроникл» — ежемесячное издание в бумажном формате, в котором публикуются статьи различной связанной с переводом тематики и регулярные рубрики.
- Translation: Getting it Right
- Interpreting: Getting it Right
- Beacons
- ATA Scholarly Monograph Series — издаётся компанией John Benjamins.

## Отделения ATA
Отделения ATA и аффилированные с ней организации предоставляют региональную информацию, маркетинг, площадку для общения и вспомогательные услуги местным переводчикам.
- Atlanta Association of Interpreters and Translators (AAIT)
- Carolina Association of Interpreters and Translators (CATI)
- Colorado Translators Association (CTA)
- Delaware Valley Translators Association (DVTA)
- Michigan Translators/Interpreters Network (MiTiN)
- Mid-America Chapter of ATA (MICATA)
- Midwest Association of Translators and Interpreters (MATI)
- National Capital Area Chapter of the ATA (NCATA)
- New York Circle of Translators (NYCT)
- Northeast Ohio Translators Association (NOTA)
- Northern California Translators Association (NCTA)
- Northwest Translators and Interpreters Society (NOTIS)
- Upper Midwest Translators and Interpreters Association (UMTIA)

## Аффилированные организации
- Association of Translators and Interpreters in the San Diego Area (ATISDA)
- Austin Area Translators and Interpreters Association (AATIA)
- El Paso Interpreters and Translators Association (EPITA)
- Houston Interpreters and Translators Association (HITA)
- Iowa Interpreters and Translators Association (IITA)
- Nebraska Association of Translators and Interpreters (NATI)
- Nevada Interpreters and Translators Association (NITA)
- New Mexico Translators and Interpreters Association (NMTIA)
- Tennessee Association of Professional Interpreters and Translators (TAPIT)
- Utah Translators and Interpreters Association (UTIA)

## Присуждаемые награды и стипендии
Американская ассоциация переводчиков присуждает ряд наград и стипендий устным и письменным переводчикам. Среди них:
- en:ALTA National Translation Award — за перевод книг, опубликованных в Канаде или США
- en:Alexander Gode Medal — за выдающиеся заслуги перед профессией
- en:Ungar German Translation Award — за литературный перевод с немецкого на английский язык
- en:Lewis Galantière Award — за литературный перевод с другого чем немецкий языка на английский язык
- Student Translation Award — за литературный, научный или технический перевод, выполненный студентом или выпускником или группой студентов
- Стипендиальный фонд имени Харви Джордана (Harvie Jordan Scholarship Fund) — по отделению испанского языка ATA
- премия имени Эдмунда Бергера (S. Edmund Berger Prize) — за успехи в научно-техническом переводе
- стипендия JTG Scholarship — студентам, изучающим научно-технический письменный или устный перевод